# Straniul caz al doctorului Jekyll și al domnului Hyde (film din 1908)
Straniul caz al doctorului Jekyll și al domnului Hyde (film din 1908) este un film de groază alb-negru scurtmetraj regizat de Otis Turner[*] după o povestire omonimă de Robert Louis Stevenson. A fost produs în Statele Unite ale Americii de studiourile Selig Polyscope Company[*] și a avut premiera la 1908, fiind distribuit de Selig Polyscope Company[*]. 
Roy Kinnard consideră că este primul film de groază american.

## Distribuție
Rolurile principale au fost interpretate de actorii:

Hobart Bosworth[*]
Betty Harte[*]  .